# Stadionul Lascăr Ghineț
Stadionul Lascăr Ghineț lub Arena Zimbrilor – stadion znajdujący się w Baia Mare w Rumunii służący do rozgrywania meczów rugby union.
Mecze na tym stadionie rozgrywa drużyna CSM Universitatea Baia Mare występująca w rumuńskiej SuperLidze.
Stadion został zmodernizowany w roku 2009, kiedy to wymieniono murawę oraz zainstalowano system irygacyjny. Kolejne przebudowy nastąpiły w 2011 roku – została zainstalowana nowa trybuna oraz elektroniczna tablica wyników. Prace zostały współfinansowane przez radę miasta i radę okręgu.